# Cristina Pabst
Cristina Pabst (Maranza, 12 dicembre 1947) è un'ex slittinista italiana.

## Biografia
Nata a Maranza, nel comune di Rio di Pusteria, in Alto Adige, nel 1947, a 20 anni ha partecipato ai Giochi olimpici di Grenoble 1968, nel singolo, uscendo nella seconda discesa e fratturandosi femore e bacino.